# Loznica

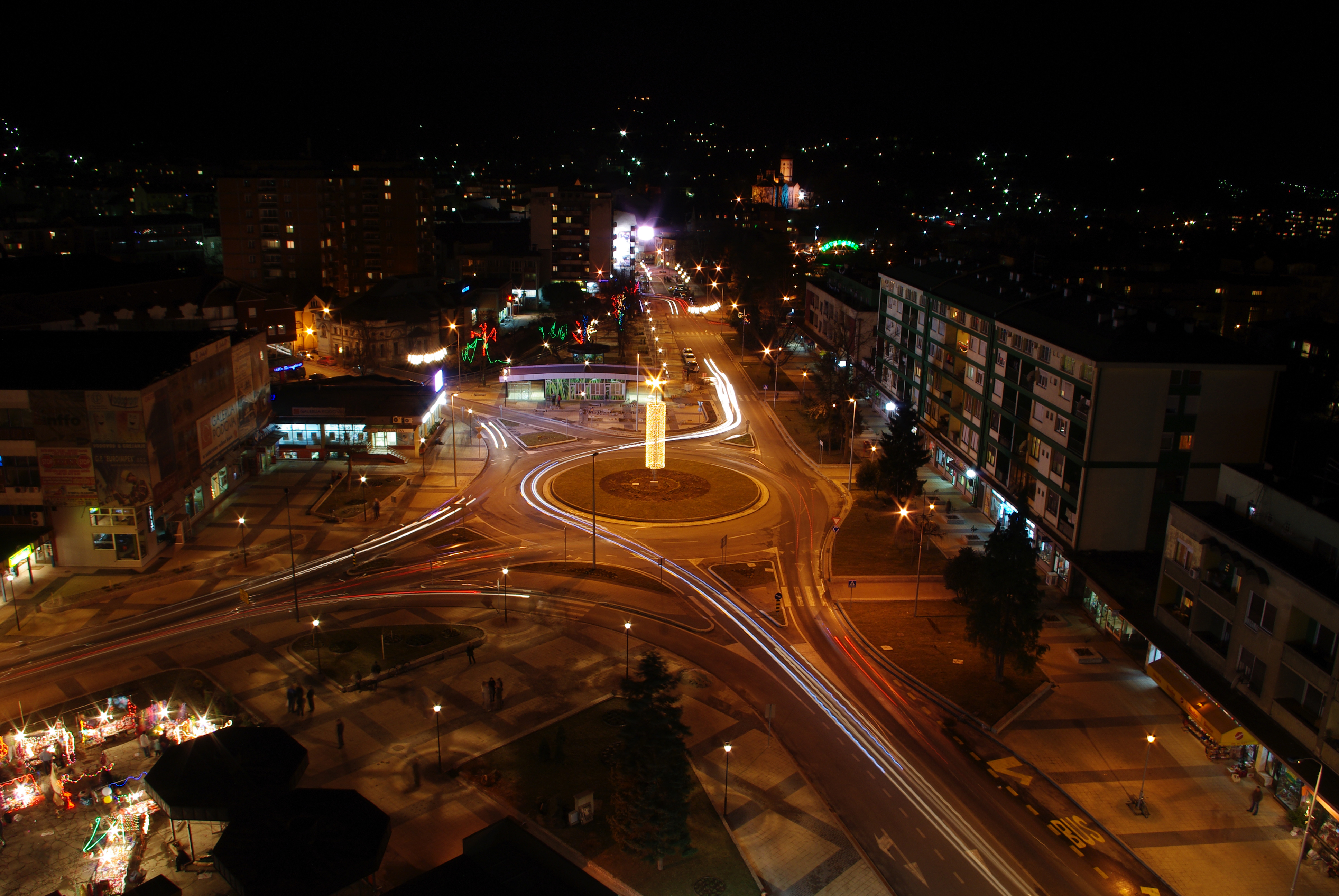
Het belangrijkste plein in Loznica

Loznica (Servisch: Лозница) is een gemeente in het Servische district Mačva.
Loznica telt 84.925 inwoners (2011). De oppervlakte bedraagt 612 km² en de bevolkingsdichtheid is 141,2 inwoners per km².

## Economie
In de gemeente is het mineraal Jadariet ontdekt, een op Europese schaal belangrijke vindplaats van lithium, gebruikt in accu's. Mijnbedrijf Rio Tinto plant er een grote lithiummijn, waartegen in 2021 demonstraties plaatsvonden.

## Plaatsen in de gemeente
| - Banja Koviljača - Baščeluci - Bradić - Brezjak - Brnjac - Veliko Selo - Voćnjak - Gornja Badanja - Gornja Borina - Gornja Koviljača - Gornja Sipulja | - Gornje Nedeljice - Gornji Dobrić - Grnčara - Donja Badanja - Donja Sipulja - Donje Nedeljice - Donji Dobrić - Draginac - Zajača - Jadarska Lešnica - Jarebice | - Jelav - Joševa - Jugovići - Kamenica - Klupci - Kozjak - Loznica - Krajišnici - Lešnica - Lipnica - Lipnički Šor | - Loznica - Lozničko Polje - Milina - Novo Selo - Paskovac - Ploča - Pomijača - Ribarice - Runjani - Simino Brdo - Slatina | - Straža - Stupnica - Tekeriš - Trbosilje - Trbušnica - Tršić - Filipovići - Cikote - Čokešina - Šurice |

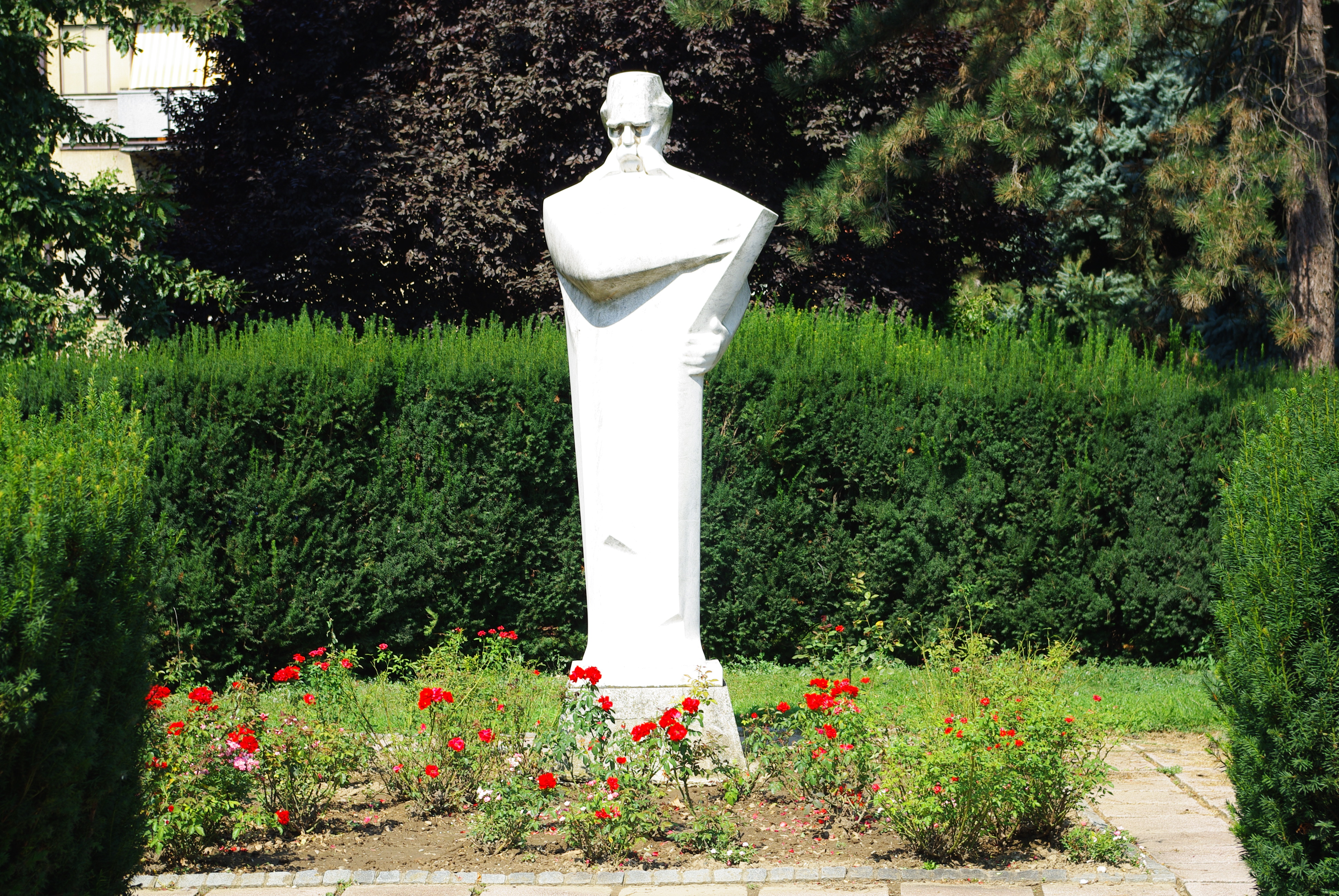
Standbeeld van Vuk Stefanovic Karadzic
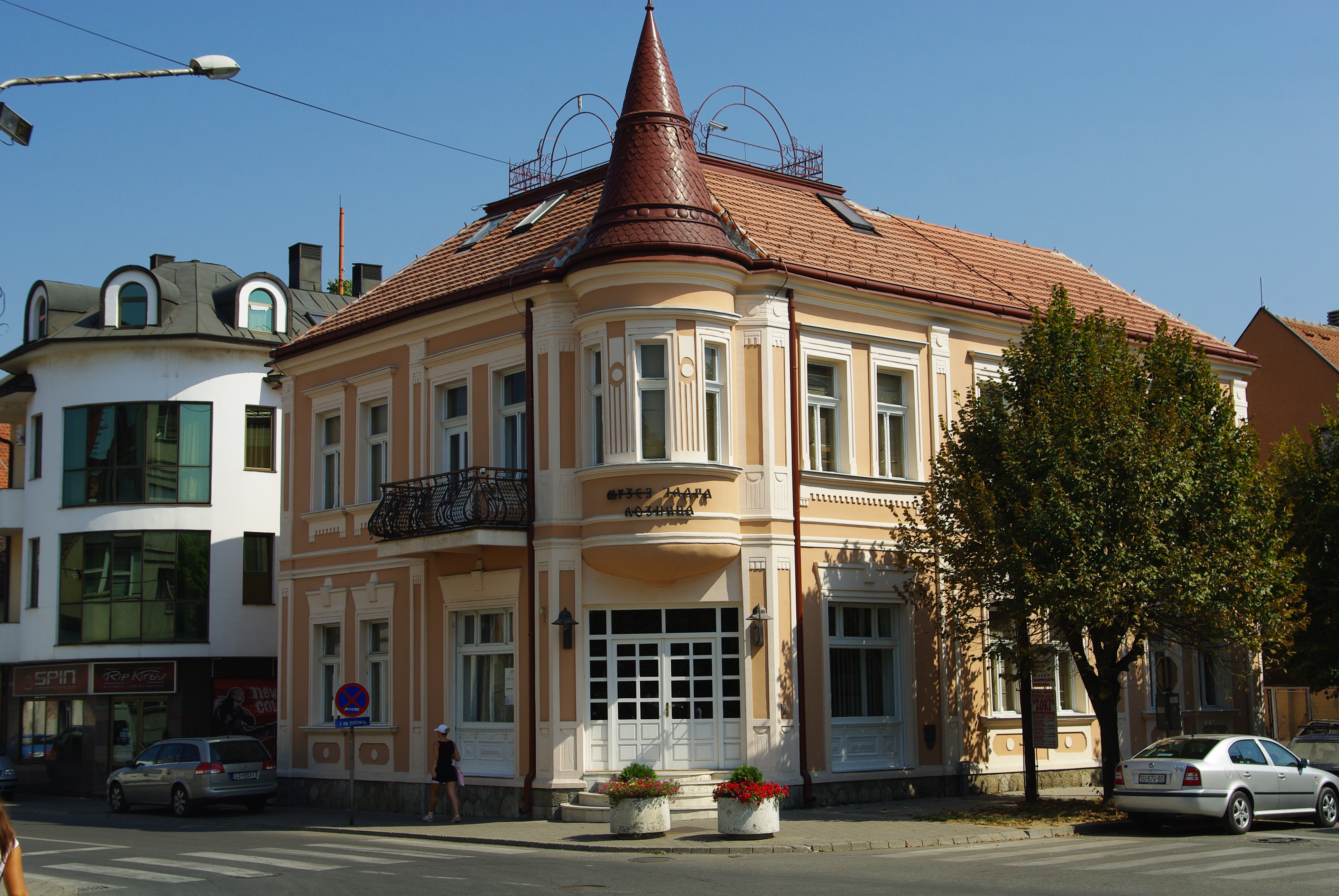
Loznica stadsmuseum
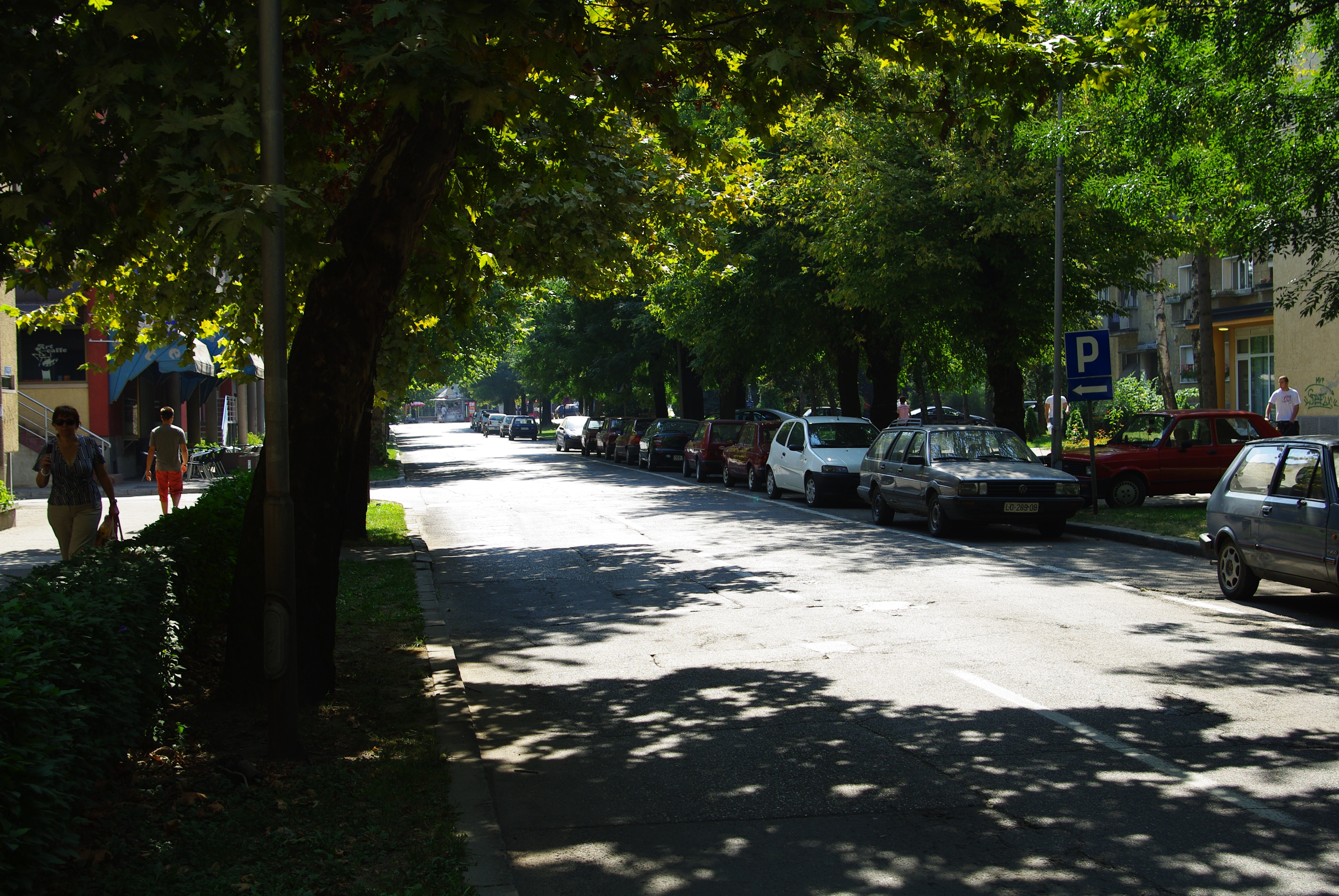
Svetog Save straat
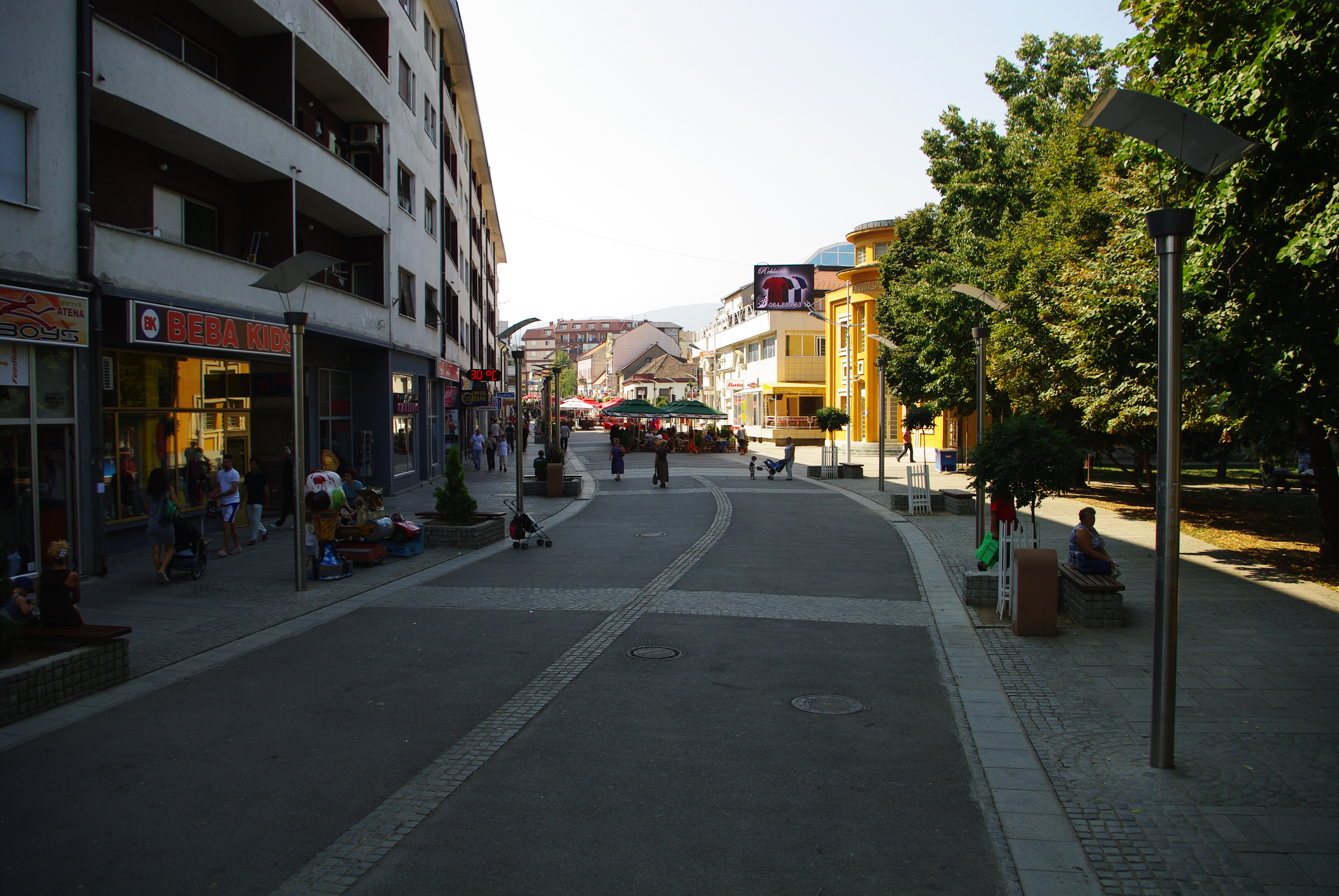
Corso in Loznica
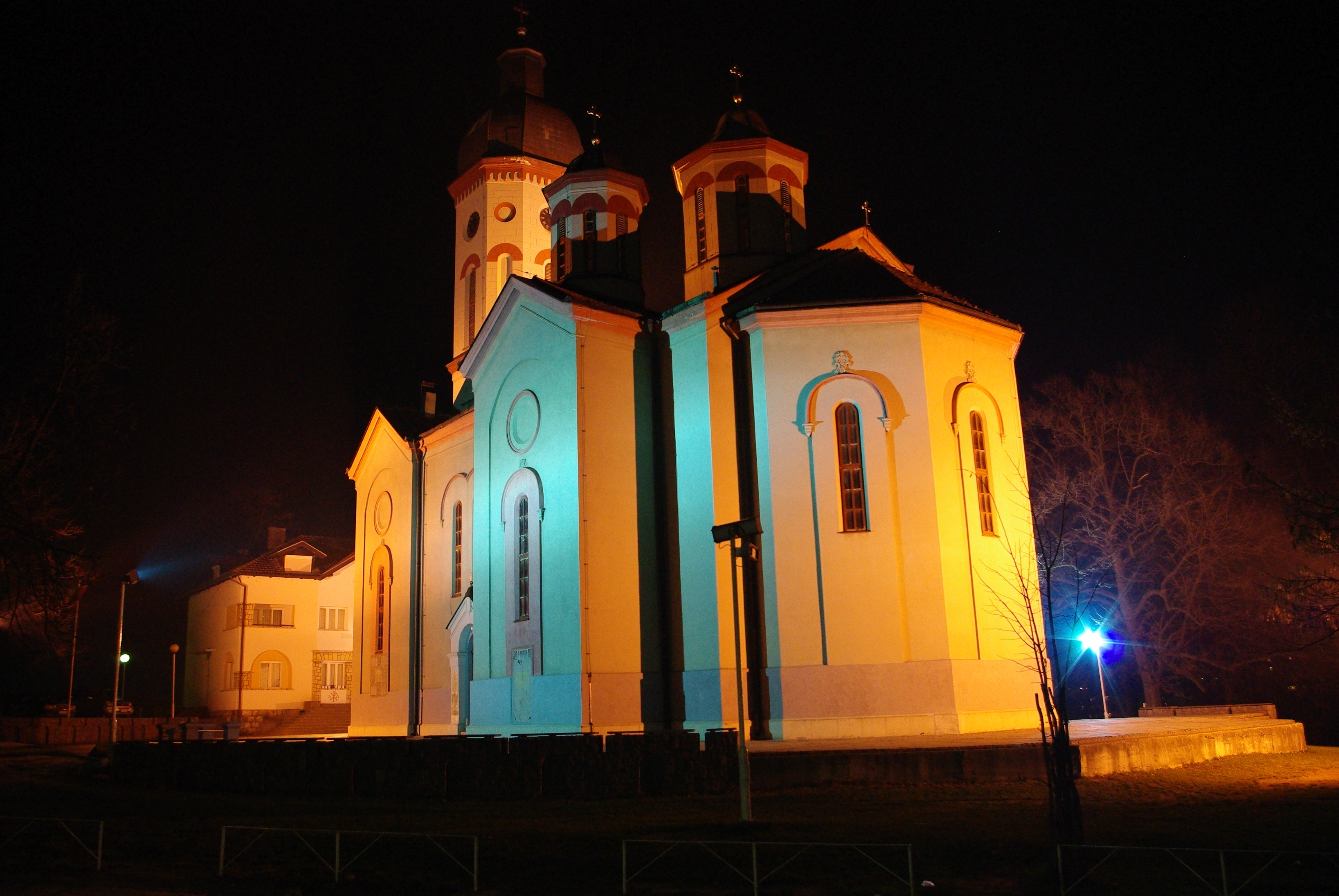
Kerk in Loznica
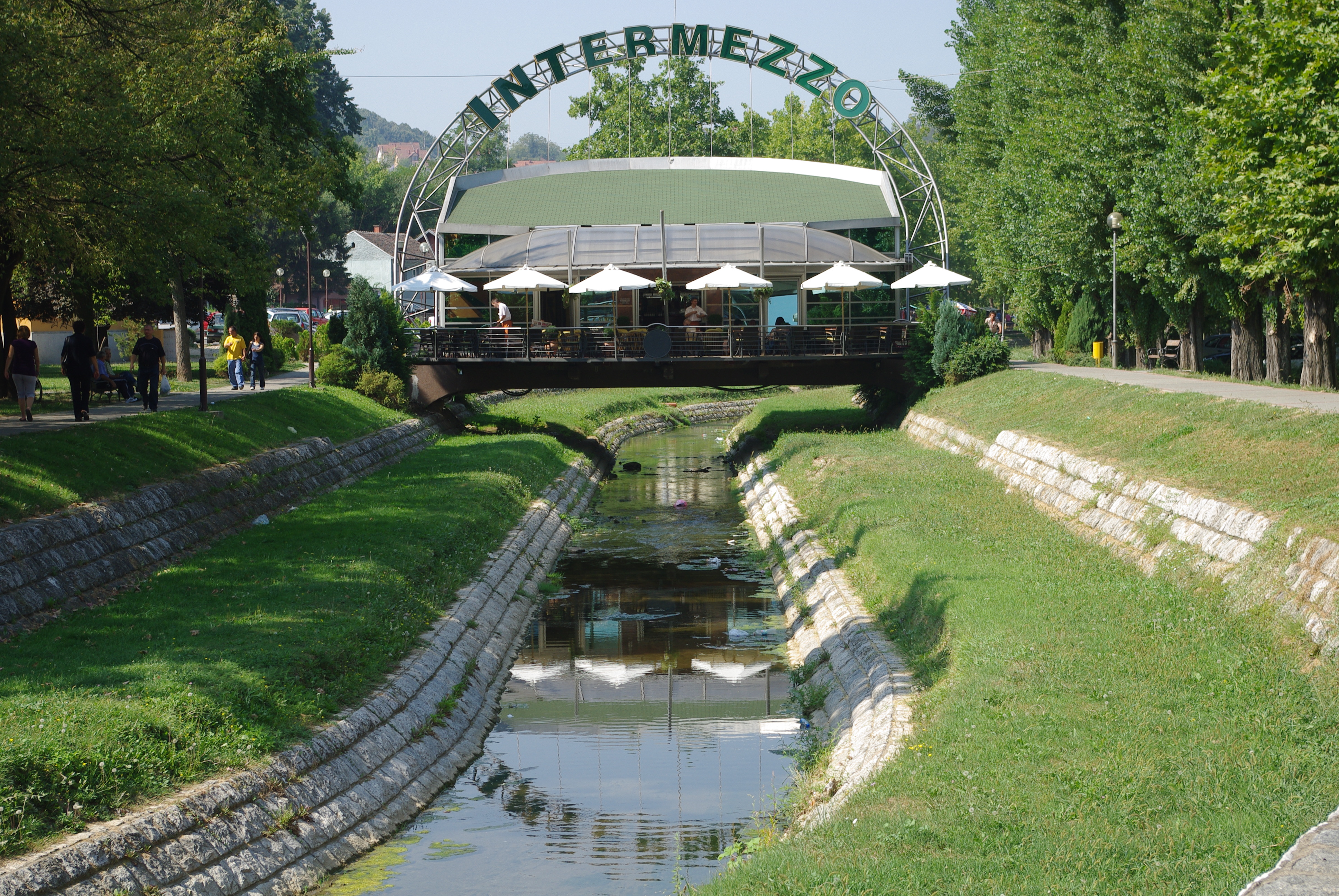
Stira kreek
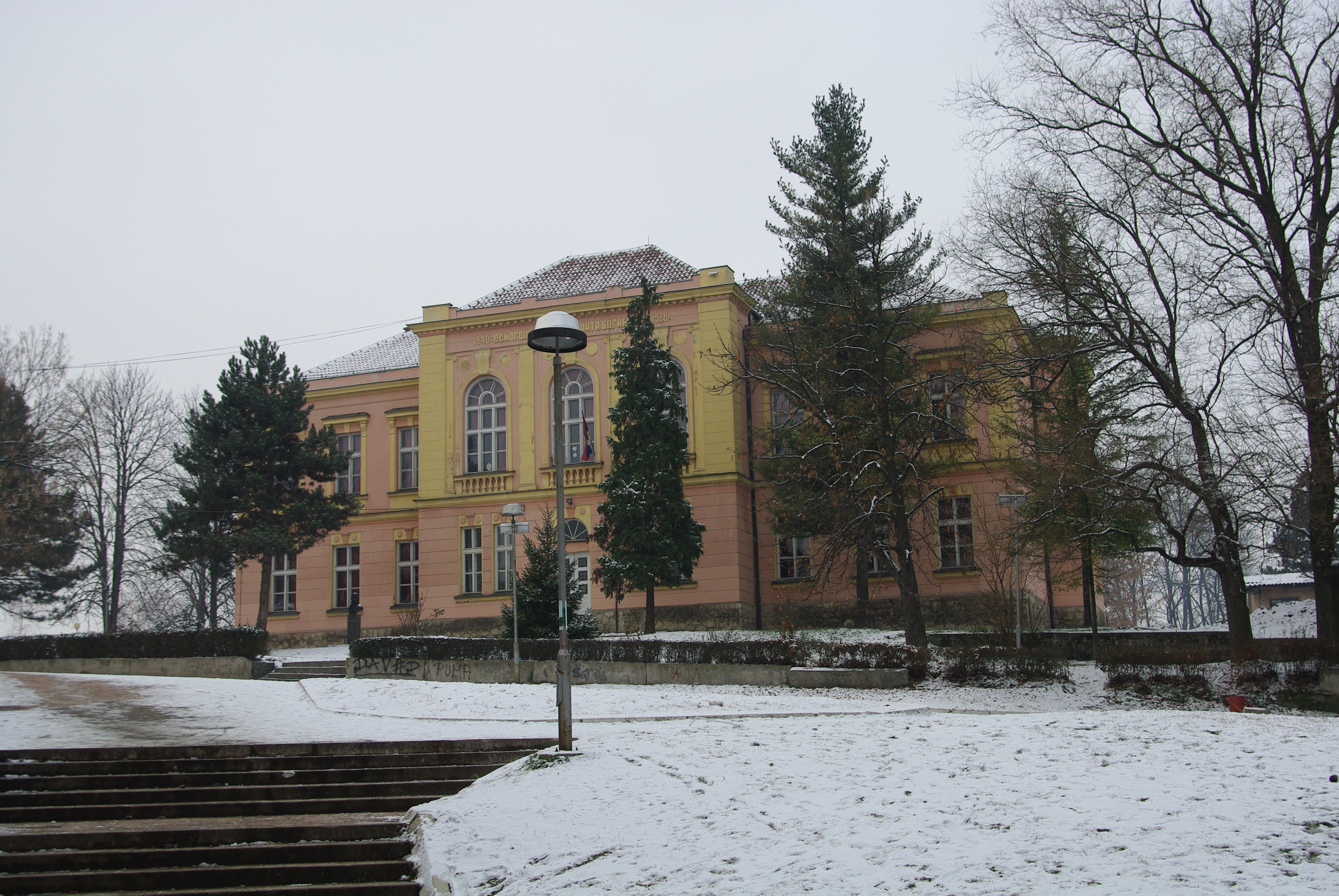
Elementary school Anta Bogicevic
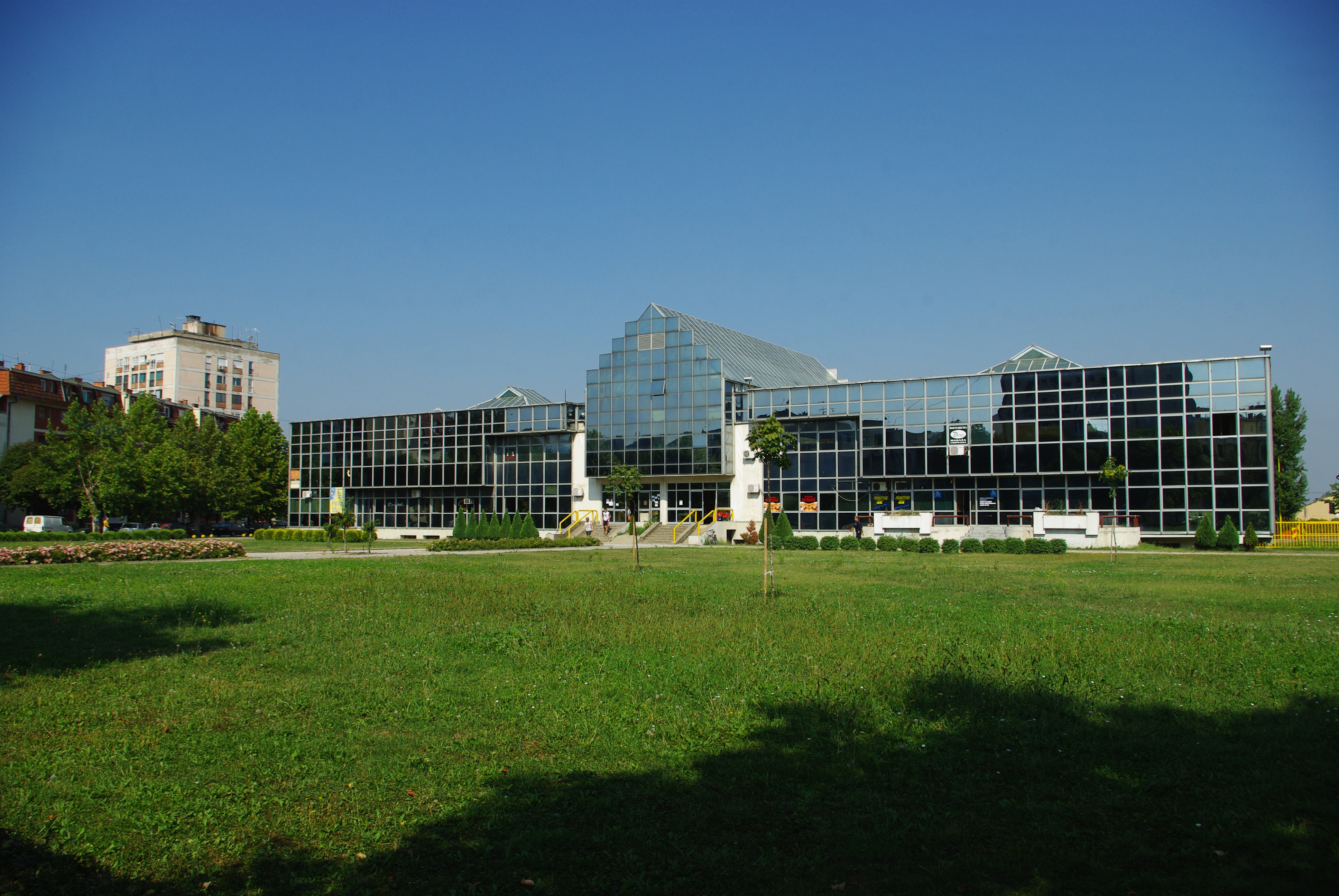
Centraal busstation in Loznica
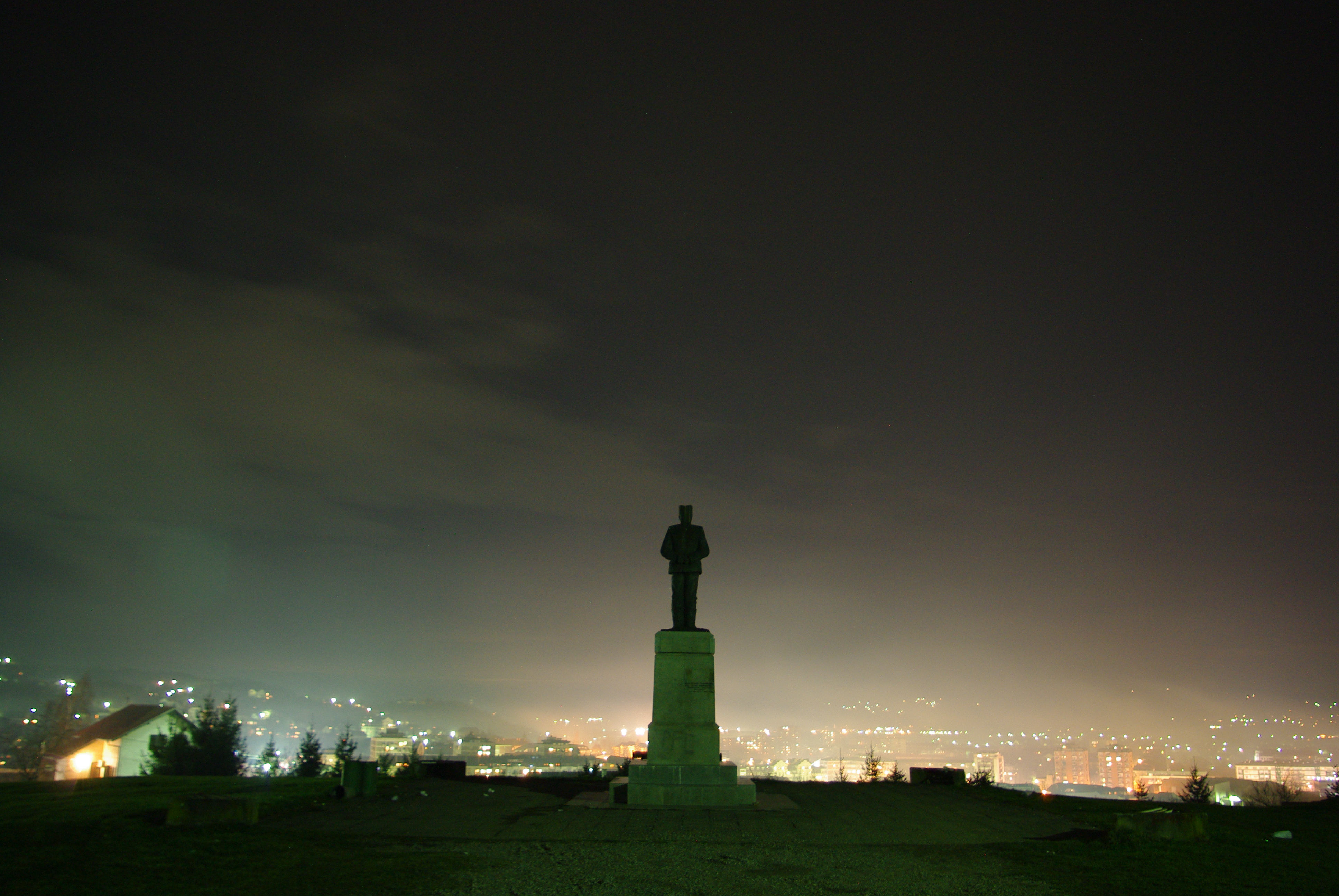
Standbeeld van Stepa Stepanovic
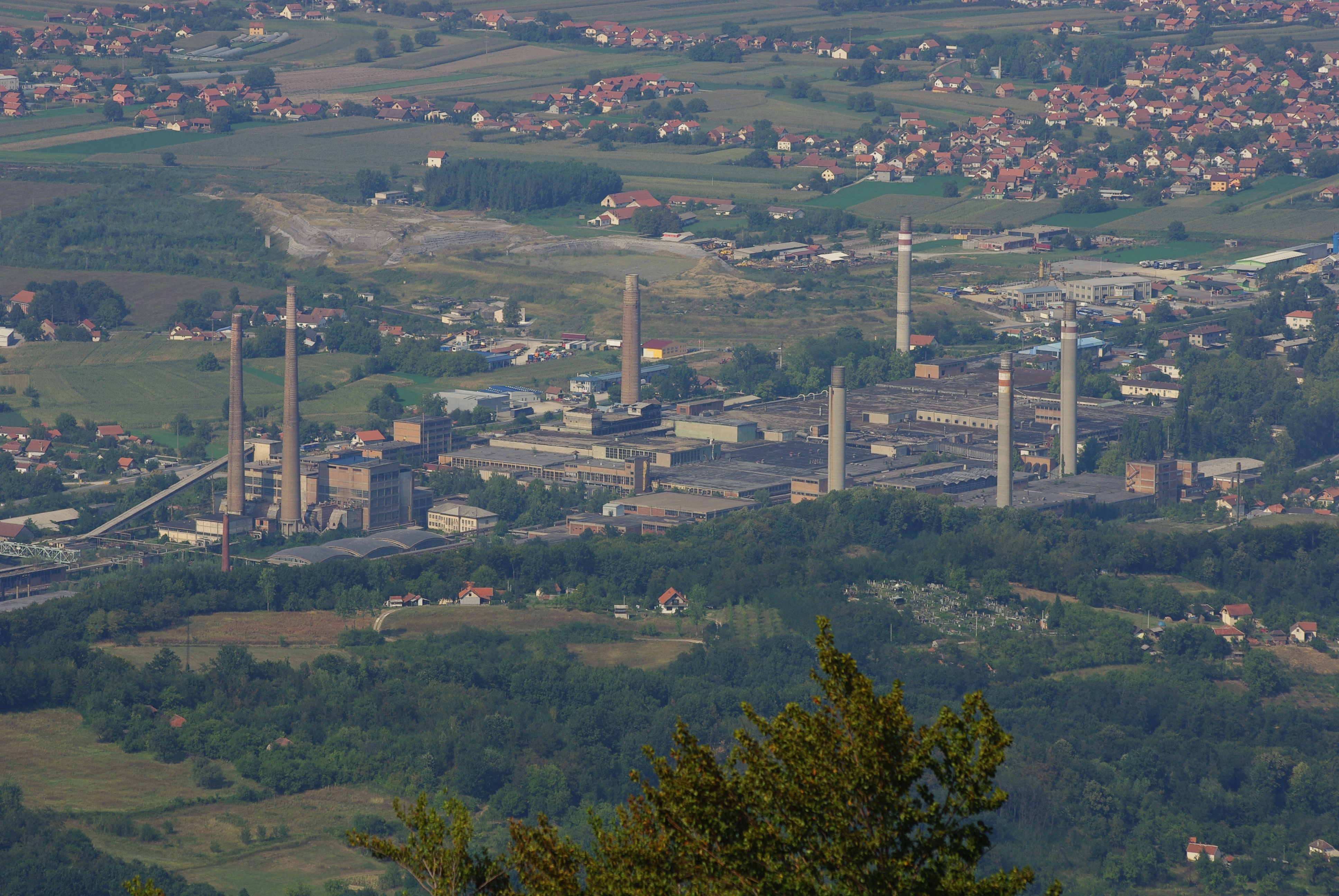
Fabriek Viskoza

## Geboren
- Vladimir Stojković (1983), voetballer
- Nemanja Kojić (1990), voetballer